# Vladímir Abazárov
Vladímir Alekséyevich Abazárov (en ruso: Владимир Алексеевич Абазаров; Tijovski, Krasnodar, Unión Soviética, 6 de mayo de 1930-Tiumén, Federación Rusa, 13 de mayo de 2003) fue un eminente geólogo soviético. Tomó parte en el descubrimiento de grandes yacimientos de petróleo en Siberia, entre los que cabe destacar el Campo Samotlor.

## Biografía
Nació el 6 de mayo de 1930 en Tijovski, un pequeño jútor en la orilla derecha del Kubán, en su delta, perteneciente al raión de Krasnoarméiskaya del krai de Krasnodar, a los pies del Cáucaso Occidental, en el sur de Rusia. Su padre era de origen irání. En 1948 Abazárov terminó sus educación secundaria y comenzó a trabajar como contable en el sovjoz de arroz de Krasnoarméskaya. Quería entrar en el Moscovski Aviatzionni Institut para ser piloto, como su hermano Borís, que llegaría a comandante del 62 regimiento de cazas. En 1949 empezó a estudiar en el Instituto Petrolero de Grozni, finalizando sus estudios de ingeniero técnico de perforaciones. Ejerció en empresas del sector en el krai de Krasnodar y la región de Stalingrado como ingeniero al cargo de las perforaciones de exploración hasta 1959. 
En marzo de 1960 llegó a Tiumén invitado por el director de la empresa Tiumeneftegeologiya, Yuri Ervier. Entre 1960 y 1962 fue jefe de la expedición de prospección en Janti-Mansi y Beriózovskaya. En 1962 fue designado jefe de la expedición de prospección en la región de Meguión. Se descubrió un yacimiento y se abrieron tres pozos. Como tarea principal, a Abazárov se le encomendó aumentar la tasa de exploración y preparación de las reservas petrolíferas. Organizó la administración de un programa para la construcción de alojamientos de madera, procurando desarrollo cultural y social y una base industrial. Año tras año aumentaba el ratio de perforaciones. Se abrieron los yacimientos de Vatinskoye, Sévero–Pokurskoye, Aganskoye y Nizhnevartovskoye. En 1965 se descubrió el famoso yacimiento de Samotlor. En 1967 se descubrió el gran yacimiento de petróleo y gas de Varieganskoye y en 1968 el de Malo-Chernogorskoye. En 1970 el de Bolshe-Chernogorskoye, Toumenskoye y Sévero-Varieganskoye. Los geólogos de Meguión abrieron 135 depósitos de gas y petroleros.
En 1970 el grupo de Meguión recibió una Insignia de Honor. Ese mismo año Abazárov, juntamente con L. N. Kabayev, I. I. Nésterov, F. K. Salmanov, V. G. Smirnov y A. D. Storoshev, recibió el premio Lenin por el descubrimiento de nuevos depósitos en el curso medio del Obi y la rápida preparación industrial de las reservas.
Los índices de desarrollo de Samotlor se elevaban cada año. Abazárov introdujo grandes cambios entre 1971 y 1974 como director del departamento geológico de Megionneft. Era apreciado por su transparencia y consistencia, mente analítica y fuerte voluntad.
Entre 1975 y 1976 fue el director de la expedición de prospección en el óblast de Kars. Más tarde, en 1976-1977 fue el direcotr de la sección tecológica de la unión industrial Obneftegasgeologiya. En 1977-1980 fue el diputado director del departamento de perforaciones de la asociación industrial Nizhnevartovskneftegas, entre 1980 y 1981 fue el vicepresidente del departamento de petróleo y gas de Belozerneft. Desde 1983 a 1992 fue director de las expediciones de Yuzchno–Tarkosalinskaya y Yamal.
Continuó trabajando aun retirado desde 1992. Fue presidente de la Unión de creadores del complejo de petróleo y gas de Siberia Occidental (1997-2002), que fue fundada a iniciativa suya para la «adopción de medidas concretas para la mejora de las condiciones de vida de los fundadores del complejo de petróleo y gas de Tiumén..., y para la preservación y el desarrollo de los valores y tradiciones espirituales, morales y culturales».
Vladímir Abazárov murió el 13 de mayo de 2003 en Tiumén donde fue enterrado en el cementerio Chervishevskoye.

## Condecoraciones y homenajes
- Orden de Lenin (1966)
- Premio Lenin (1970)
- Diploma al "Descubridor del Yacimiento" (1976, por Samotlor)
- Ciudadano honorable del raión de Nizhnevártovsk del óblast de Tiumén.

Un yacimiento de la región de Janti-Mansi lleva su nombre, así como una calle de Meguión.